# Chrysacris heilongjiangensis
Chrysacris heilongjiangensis is een rechtvleugelig insect uit de familie veldsprinkhanen (Acrididae). De wetenschappelijke naam van deze soort is voor het eerst geldig gepubliceerd in 1991 door Ren, Zhang & Zheng.